# Tour Utopía
El Tour Utopía fue la segunda gira de conciertos de la cantante mexicana Belinda para promocionar su segundo álbum de estudio Utopía.

## Cancelaciones
La presentación del 8 de diciembre de 2007 en el Centro de Bellas Artes Luis A. Ferrer de Puerto Rico fue cancelado debido a razones desconocidas. Más de 1000 entradas se habían vendido en apenas 2 días.

## Información

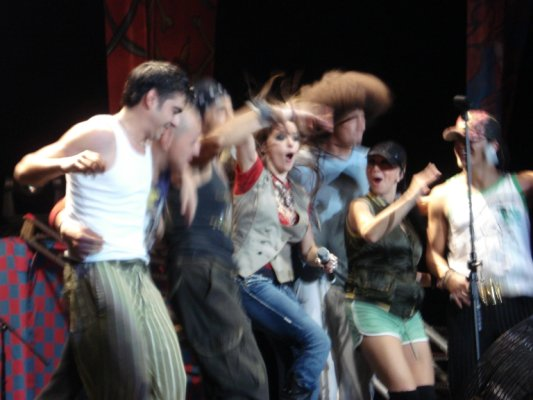
Belinda con sus bailarines (Monterrey).

La gira musical se dividió en dos partes, Utopía 2007 y Utopía 2008. La primera comenzó en marzo del 2007 y terminó en Querétaro en diciembre del 2007; la segunda parte comenzó en 2008 y finalizó el 25 de marzo del 2008 en el Gran Rex en Argentina. A diferencia de su gira anterior gira, de ésta no se grabó ningún durante la gira pero en 2009 durante el concierto privado de coca cola zero en el Plaza Condesa en México D.F. se grabó un DVD y ella interpretó su tema "Sal de mi piel" Para promover su tercer álbum de estudio Carpe Diem y su telenovela Camaleones.
La gira fue un espectáculo multimedia que incluyó efectos especiales, ocho pantallas de video y una pantalla Led, cuarenta personas relacionadas en la gira y diez toneladas de equipos. Las pantallas presentaron imágenes de la historia del mundo, y de personajes importantes en la historia como Adolf Hitler, Frida Kahlo, Al Gore, John F. Kennedy, la Princesa Diana, entre otros.
Se realizó un programa especial para MTV Latinoamérica, Belinda, buscando Utopía, en el que se mostró la planeación, preparación, el arranque de la gira, y también escenas de un concierto en el Auditorio Coca-Cola en Monterrey, Nuevo León.
Belinda tocó algunos instrumentos durante la gira como la guitarra eléctrica en el tema Muriendo lento, la batería en el tema Vivir y el piano en el tema Amiga Soledad"

## Datos del concierto
Belinda fue directora del concierto junto a su padre. Belinda tuvo cambios de ropa y coreografía. La pantalla Led no estuvo en todos los conciertos de la gira. Para el concierto de Coca cola Zero si se usó la pantalla led pero el vestuario y escenografia fue diferente a la de la gira y se añadió "Sal de mi piel" al repertorio. El show mostró el lado más oscuro y bailable de belinda. La escenografia era oscura generalmente y las luces eran de colores intensos.El show da inicio con un vídeo.

## Canciones

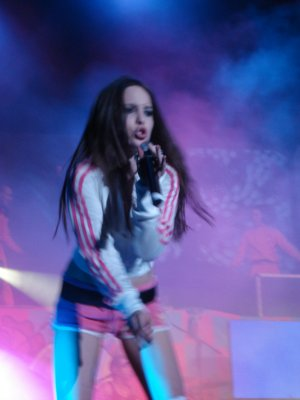
Belinda durante su Tour Utopía (Monterrey).

Intro:Video
1. Ni Freud Ni Tu Mamá
2. Boba Niña Nice
3. Alguien Más
4. Vivir
5. Contigo O Sin Ti
6. Luz Sin Gravedad
7. Ángel
8. Noche Cool
9. Good... Good
10. Never Enough
11. Amiga Soledad
12. Utopía
13. Muriendo Lento
14. ¿Quién Es Feliz?
15. Pudo Ser Tan Fácil
16. Lo Siento
17. Bella Traición

## Fechas
| 26 de abril de 2007        | Chihuahua           | México               | Estadio Manuel L. Almanza              |                 |
| 29 de abril de 2007        | Saltillo            | México               | Expo Feria Saltillo                    |                 |
| 5 de mayo de 2007          | Toluca              | México               | Estadio de Béisbol Toluca 80           |                 |
| 6 de mayo de 2007          | Guanajuato          | México               | Domo de la Feria                       |                 |
| 10 de mayo de 2007         | Puebla de Zaragoza  | México               | Estadio Cuauhtémoc                     |                 |
| 17 de mayo de 2007         | San Luis Potosí     | México               | Teatro del Pueblo                      |                 |
| 20 de mayo de 2007         | Acapulco            | México               | Jardín Sur del Centro de Convenciones  |                 |
| 24 de mayo de 2007         | Morelia             | México               | Estadio Morelos                        |                 |
| 27 de mayo de 2007         | Aguascalientes      | México               | Estadio de Béisbol Alberto Romo Chávez |                 |
| 31 de mayo de 2007         | Minatitlán          | México               | Parque 18 de marzo de 1938             |                 |
| 3 de junio de 2007         | Villahermosa        | México               | Parque 18 de Marzo                     |                 |
| 7 de junio de 2007         | Tuxtla Gutiérrez    | México               | Estadio Víctor Manuel Reyna            |                 |
| 14 de junio de 2007        | Guadalajara         | México               | Evento Calle 2                         |                 |
| 21 de junio de 2007        | Mazatlán            | México               | Estadio Teodoro Mariscal               |                 |
| 24 de junio de 2007        | Los Mochis          | México               | Estadio Emilio Ibarra Almada           |                 |
| 28 de junio de 2007        | Hermosillo          | México               | Estadio de Béisbol Héctor Espino       |                 |
| 1 de julio de 2007         | San Juan del Río    | México               | Teatro del Pueblo                      |                 |
| 8 de julio de 2007         | Coacalco            | México               | Centro Salesiano                       |                 |
| Latinoamérica              |                     |                      |                                        |                 |
| 31 de agosto de 2007       | Heredia             | Costa Rica           | Palacio de los Deportes                | 7,500 / 7,500   |
| 1 de septiembre de 2007    | Ciudad de Guatemala | Guatemala            | Forum Mundo E                          |                 |
| 2 de septiembre de 2007    | Ciudad de Panamá    | Panamá               | Centro de Convenciones Figali          | 10,300 / 10,300 |
| 7 de septiembre de 2007    | Managua             | Nicaragua            | Rotonda Jean Paul Genie                | 4,780 / 5,000   |
| 8 de septiembre de 2007    | San Salvador        | El Salvador          | CIFCO                                  | 6,903 / 7,700   |
| 9 de septiembre de 2007    | Tegucigalpa         | Honduras             | Nacional de Ingenieros Coliseum        | 7,500 / 7,500   |
| 11 de septiembre de 2007   | Torreón             | México               | Estadio Revolución                     | 35,000 / 35,000 |
| 12 y 13 de octubre de 2007 | Buenos Aires        | Argentina            | Teatro Gran Rex                        | 3.262 / 3.262   |
| 19 de octubre de 2007      | Ensenada            | México               | Plaza de toros                         | Festival        |
| 20 de octubre de 2007      | Tijuana             | México               | Plaza de toros                         | Festival        |
| 21 de octubre de 2007      | Mexicali            | México               | Plaza de toros                         | Festival        |
| 22 de octubre de 2007      | Ciudad Guzmán       | México               | Plaza de toros                         | Festival        |
| 26 de octubre de 2007      | Pachuca             | México               | Plaza de toros                         | Festival        |
| 4 de noviembre de 2007     | Caracas             | Venezuela            | Poliedro de Caracas                    | 15,000/15,000   |
| 10 de noviembre de 2007    | Monterrey           | México               | Auditorio Banamex                      | 8,000 / 8,000   |
| Europa                     |                     |                      |                                        |                 |
| 15 de noviembre de 2007    | Madrid              | España               | WiZink Center                          | Festival        |
| Latinoamérica              |                     |                      |                                        |                 |
| 17 de noviembre de 2007    | Metepec             | México               | Plaza de toros                         | 2,000 / 2,000   |
| 22 de noviembre de 2007    | León                | México               | Plaza de toros                         | 10,000 / 10,000 |
| 23 de noviembre de 2007    | Villahermosa        | México               | Plaza de toros                         | 10,000 / 10,000 |
| 24 de noviembre de 2007    | Tabasco             | México               | Plaza de toros                         | 10,000 / 10,000 |
| 1 de diciembre de 2007     | Guayaquil           | Ecuador              | Teatro Teletón                         |                 |
| Caribe                     |                     |                      |                                        |                 |
| 2 de diciembre de 2007     | Santo Domingo       | República Dominicana | Teatro La Fiesta                       | 1,202 / 1,202   |
| 8 de diciembre de 2007     | San Juan            | Puerto Rico          | Centro de Bellas Artes Luis A. Ferré   | Cancelado       |
| Norteamérica               |                     |                      |                                        |                 |
| 12 de diciembre de 2007    | Tuxtla              | México               | Plaza de toros                         | 10,000 / 10,000 |
| 13 de diciembre de 2007    | Querétaro           | México               | Ecocentro                              | 5,000 / 5,000   |
| 15 de diciembre de 2007    | Ciudad Juárez       | México               | Estadio Carta Blanca                   | 5,000 / 5,000   |
| 1 de enero de 2008         | Chetumal            | México               | Plaza de toros                         | 6,000 / 6,000   |
| 1 de febrero de 2008       | Glendale            | Estados Unidos       | Super Bowl                             | Festival        |
| 4 de febrero de 2008       | Mazatlán            | México               | Salón Bacanora                         | 6,000 / 6,000   |
| Latinoamérica              |                     |                      |                                        |                 |
| 25 de marzo de 2008        | Buenos Aires        | Argentina            | Luna Park                              | 9,000 / 9,000   |
| 27 de marzo de 2008        | Santiago            | Chile                | Teatro Caupolicán                      | 7,000 / 7,000   |
| 28 de marzo de 2008        | Lima                | Perú                 | Estadio Monumental                     | 12,390 / 12,390 |
| 2 de abril de 2008         | Santo Domingo       | República Dominicana | Teatro La Fiesta                       | 1,202 / 1,202   |
| 19 de abril de 2008        | Toluca              | México               | Plaza de los Mártires                  | 40,000 / 40,000 |
| 27 de abril de 2008        | Acapulco            | México               | Fórum de Mundo Imperial                | 4,000 / 4,000   |
| 29 de abril de 2008        | Nuevo Laredo        | México               | Parque Viveros                         |                 |
| Europa                     |                     |                      |                                        |                 |
| 17 de mayo de 2008         | Nápoles             | Italia               | TRL Awards                             |                 |
| 20 de mayo de 2008         | Roma                | Italia               | RAI TV Studios                         |                 |
| 22 de mayo de 2008         | Palma de Mallorca   | España               | Auditorium                             | 1,700 / 1,700   |
| 24 de mayo de 2008         | Madrid              | España               | WiZink Center                          | Festival        |
| 25 de mayo de 2008         | Barcelona           | España               | Hard Rock Cafe                         | 1,100 / 1,100   |
| 27 de mayo de 2008         | Málaga              | España               | Sala Eventual Music                    | 1,500 / 1,500   |
| 28 de mayo de 2008         | Sevilla             | España               | Caramelo Bar                           | 1,000 / 1,000   |
| 29 de mayo de 2008         | Murcia              | España               | Budda Bar                              | 500 / 500       |
| 30 de mayo de 2008         | Valencia            | España               | RockSala                               | 560 / 560       |
| 5 de junio de 2008         | Zaragoza            | España               | Concierto Sentido                      | 1,370 / 1,370   |
| 6 de junio de 2008         | Madrid              | España               | Festimad                               | 5,600 / 5,600   |
| 19 de junio de 2008        | San Sebastián       | España               | Discoteca Bataplan                     | 1,200 / 1,200   |
| 20 de junio de 2008        | Bilbao              | España               | Barakaldo                              | 1,100 / 1,100   |